# Megalomma carunculata
Megalomma carunculata is een borstelworm uit de familie Sabellidae. Het lichaam van de worm bestaat uit een kop, een cilindrisch, gesegmenteerd lichaam en een staartstukje. De kop bestaat uit een prostomium (gedeelte voor de mondopening) en een peristomium (gedeelte rond de mond) en draagt gepaarde aanhangsels (palpen, antennen en cirri).
Megalomma carunculata werd in 2008 voor het eerst wetenschappelijk beschreven door Tovar-Hernández & Salazar-Vallejo.